# Magnoaldo
Magnoaldo, vissuto intorno alla metà del VII secolo, fu il primo diacono di Arbon e il secondo abate dell'abbazia di San Gallo.
Secondo la tradizione, fu uno dei compagni di san Gallo, fondatore dell'abbazia di San Gallo, e dopo la sua morte, nel 640-650, fu il suo successore come capo della comunità monastica. La Vita sancti Galli vetustissima racconta che san Gallo gli avrebbe inviato, mentre si trovava nell'abbazia di Bobbio una visione per chiedere notizie del suo antico compagno san Colombano, e Magnalio gli avrebbe dunque portato una sua lettera.